# The Case of the Velvet Claws
Pour plus de détails, voir Fiche technique et Distribution.
The Case of the Velvet Claws (littéralement : L'affaire des griffes de velours) est un film policier américain réalisé par William Clemens et sorti en 1936.

## Synopsis
Un avocat se marie finalement avec sa secrétaire Della Street mais doit interrompre leur lune de miel pour défendre une femme accusée de meurtre.

## Fiche technique
- Réalisation : William Clemens
- Scénario : Erle Stanley Gardner, Tom Reed
- Production : Henry Blanke, Hal B. Wallis, Jack L. Warner
- Musique : Bernhard Kaun, Heinz Roemheld
- Directeur de la photographie : Sid Hickox
- Montage : Jack Saper
- Durée : 63 minutes
- Pays de production : États-Unis
- Langue : anglais
- Couleur : Noir et Blanc
- Format : 1,37:1
- Son : Mono (Vitaphone)
- Société de production : First National Pictures
- Date de sortie :
  - États-Unis : 15 août 1936

## Distribution
- Warren William : Perry Mason
- Claire Dodd : Della Street Mason
- Wini Shaw : Eva Belter
- Bill Elliott : Carl Griffin
- Joe King : George C. Belter
- Addison Richards : Frank Locke
- Eddie Acuff : Spudsy Drake
- Olin Howland : Wilbur Strong
- Dick Purcell : Crandal
- Kenneth Harlan : Peter Milnor
- Clara Blandick : Juge Mary F. O'Daugherty
- Stuart Holmes : Digley, majordome des Belter
- Carol Hughes : Esther Linton